# Heavenly (L'Arc〜en〜Cielのアルバム)
『heavenly』（ヘヴンリィ）は、日本のロックバンド、L'Arc〜en〜Cielの3作目のスタジオ・アルバム。1995年9月1日発売。発売元はKi/oon Sony Records。

## 解説
前作『Tierra』以来約1年2ヶ月ぶりとなる3作目のスタジオ・アルバム。
本作には、ライヴツアー「in CLUB '95」の初日に発表したビデオシングル「and She Said」、ツアー終了直後に発表したシングル「Vivid Colors」の表題曲を含めた10曲が収められている。アルバム発売から約1ヶ月半後の1995年10月には、本作に初収録された「夏の憂鬱」のリアレンジバージョンとなる「夏の憂鬱 [time to say good-bye]」がシングルカットされている。なお、本作のマスタリングは、エレファントカシマシの作品やGRASS VALLEYのアルバム『STYLE』の他、前作『Tierra』のマスタリング作業に携わった田中三一（S.M.E）が担当している。

### 背景
前作『Tierra』では約半年の時間をかけてアルバムレコーディングを行っていたが、今回はプリプロダクションの時間を長めに取り、レコーディング期間の短縮化を目指したという。こういった考えに至った背景には、前作の制作が長期化したことにより、アルバム発売やライヴ開催を告知するプロモーションがほとんど行えず、1994年7月から開催したライヴツアー「Tour Sense of time '94」の一部公演でチケットがソールドアウトしない事態が発生したことがひとつある。本作のレコーディングを振り返り、tetsuyaは「前回の『Tierra』の反省点として、レコーディングにすごく費やして、半年ぐらいかけてしまったんですよ。それで思うようにプロモーションできなかったりしたんで、そういう反省があって、昨年の暮ぐらいから、思うように活動できるための基盤作りをしてきた。それで、今回はレコーディングに入る前に、ある程度のプランをメンバーのほうから出して、そのとおりにやろうと」と本作発売当時のインタビューで語っている。
また、1994年のメジャーデビュー以降、メンバーの与り知らぬところで活動内容が決められたことがあったため、同年の年末ごろにメンバー4人だけで集まり、今後の活動方針を決めるミーティングを行ったという。ミーティングについて、sakuraは「年末近付いた頃に4人だけでデニーズに行って、来年どうする？っていう話をして、年間スケジュールを書き出した」、tetsuyaは「"俺らは操り人形じゃないから、自分たちで決めてやろうぜ！"って決めたんですよ」と述懐している。4人でミーティングした結果、1994年にあまりライヴを実施出来なかったことを踏まえ、「1995年はライヴを中心とした活動にシフトする」という方針が決まったという。
この当時を振り返り、tetsuyaは、2006年に音楽雑誌の企画で行われたsakuraとの対談で「ベーシックな、音楽やる上での、バンドやる上での軸っていうのはやっぱこのへん、'94、'95年で確立したのかな。すごく今に繋がってることだと思いますよ。今では当たり前にしてることを。曲作りにしても、ツアーにしても、ライヴにしても。この頃確立した」と述懐している。また、hydeは2012年に放送されたテレビ番組のインタビューにおいて「自らが主導権を握って活動していなければ、多分（バンドは）終わっていたと思う。そこからは変わってないと思うんですよね、それぞれがいろいろ経験して大人にはなったけど」と当時を振り返っている。

### 録音作業と音楽性
『heavenly』の録音作業は、1994年の年末からアルバム制作の準備が開始され、1995年3月から合宿レコーディングというかたちで本格的に実施されている。このレコーディングは1995年5月から開催したライヴツアー「in CLUB '95」の直前に終了している。ちなみにこのツアーでは、本作の収録された「ガラス玉」「The Rain Leaves a Scar」などが先行披露されている。
本作に収録された楽曲は「Vivid Colors」を除き、すべてのプロデュース及び編曲作業をメンバー4人のみで行っている（「Vivid Colors」の制作には、共同アレンジャーとして西平彰が参加）。また、前作『Tierra』のレコーディングでは多くのキーボーディストが制作に参加していたが、今回は「Vivid Colors」を除いて、ライヴでサポートキーボーディストを務める秦野猛行が鍵盤の録音を担当している。今回のアレンジ作業について、hydeは「曲作りの段階から、前回とはぜんぜん違うんですよ。みんなの勢いが出てるっていうか。前回は、出てきたものに（新しい）アイディアを足して、レコーディングに入ってから、"どういう雰囲気になるんだろう？"っていう感じだったんです。今回は、もう曲作りの段階から、みんなでアレンジしまくった。その時点でみんなの懐の深さを感じることができたし…バンドっぽいですよ。やっと、メンバーのアレンジ面での力が発揮できた第一弾」「"じゃあ前は違ったのか？"って言われそうだけど。（中略）今回のはズバ抜けてバンドっぽいと思う」と述べている。また、kenは「（今回は）歌メロが早い時期から見えていたのが特徴ですね。今回、4人で曲の細かいところを固める作業に時間をかけたのもよかった。そのへんは『Tierra』の時以上に、緊密にできたと思います。『heavenly』では、各パートをカラめようという意識があった」と制作を振り返っている。
本作の音楽性としては、前作『Tierra』に引き続きメンバーが嗜好するゴスやニュー・ウェーヴを下敷きにした楽曲がいくつか収録されている。また、本作の制作では、前作以上に様々なジャンルの音楽へのアプローチを試みており、1960年代後半のフラワー・ムーヴメントを意識したサイケデリックな楽曲や、ハード・ロックとジャズの融合を模索した楽曲、ブルー・アイド・ソウルの雰囲気を感じさせる楽曲、1970年代〜1980年代のフォークミュージックの要素を含んだ楽曲などが収められている。kenは本作発売当時に、このアルバムにおける自身の作曲姿勢について「今回の曲は、たとえば、ギターを何気なく弾いている時に出来てくるとか、楽しみながら作っていくみたいな感じでした。アルバムのために曲を作るっていうんじゃなくてね」と述懐している。ちなみにken曰く、今回のレコーディングで初めてキーボードを中心とした作曲手法を採り入れたという。キーボードを使った作曲手法を採り入れた経緯について、kenは「今はギターなしで作る場合もあるんですよ。昔はギターを手にしないと曲が作れなかったけど、最近は、風景などからインスパイアされて頭の中で曲が出来上がっていく。それ以外に、最初からキーボードで作ったのが「The Rain Leaves a Scar」ですね。『Tierra』に入ってる「瞳に映るもの」もキーボードで作ったんですけど、これはキーボードと並行して、ギターでバッキングとメロディを作ったから、全部キーボードで作ったのは、「The Rain Leaves a Scar」が初めてですね」「キーボードで作った曲のほうが、"歌"がたくさん聴こえてくるような気はしますね。コード進行などもギターでは思いつかないものが生まれてくる。テンション・コードが好きなんですけど、テンションを入れるのもギターより制約が少ないのも便利なんですよ」と本作発売当時のインタビューで述べている。
また、本作のサウンド志向について、sakuraは前作『Tierra』と比較し、「頭で思いついたものを音で表現するっていうパターンが、芸術的でカッコよく聞こえますよね。前作はそういう感じだったんですよ。それはそれでアーティストって感じでいいんだけど、オレはアーティスト以前に、まずミュージシャンだって思いが強いから。オレの場合、音から派生したものがアートになるんだって、そのやり方にしたんですよね。それが今回。だから細かいことまで決め込みたくなかった。でも、うちのメンバーは凝りたがる人が多いから、決め込みたがる部分も多くて（笑）。オーダーがあればそのとおりにやるけど、ないんなら好きにやらせてもらうよって感じだった」「その曲の流れにそった自然な形のアレンジをするようになったと思うんですよ。ムダなものをくっつけてグレードを上げようっていうんじゃなく、ムダなものをどんどんそぎ落として、一音一音に説得力を出そうと。意識して、そう心がけていたわけでもないけど、自分らの出す音に自信が出てきたんでしょう」「今回は、ここにhydeがいる、kenがいる、tetsuがいる、オレがいるって、わかると思うし、聴こえやすくなってるんじゃないかな。分離もよくなり音数が少なくなってるだけに、前作よりもこじんまりとした印象を受けるかもしれないけど、そのぶん、レコーディングのときの空間、メンバーの息づかいが、より明確になったと思いますよ。hydeのブレスとか、アンプとマイクの距離とかね。録ったとき、リアルに存在していたすべてのものが、『Tierra』よりも伝わりやすくなったと思う」と述べている。また、tetsuyaは本作について「今回はアレンジにすごく時間をかけて練ってるから、ムダな部分が取れていったし、各パートを引き立たせていると思う。だから、『heavenly』は聴きやすいんじゃないかな」と語っている。
さらに、前作『Tierra』の制作現場と今回の環境の違いについて、sakuraは「大きな違いといえば、2種類のスタジオを使ったこと。ひとつは広くて壁も大理石でナチュラル・エコーって感じのライヴなスタジオ。もうひとつはスタンダードな作りのスタジオ、といっても壁が木だったりして品のあるウォームな音になる。そのふたつを曲の感じによって使い分けたのがよかった」と語っている。さらにsakuraは、今回のレコーディングで3種類のバスドラムを楽曲によって使い分けている。今回使用した機材について、sakuraは「機材的にはシンバル選びに気をつかって、大きく2パターンに分けたんです。いわゆるロック系の突き抜けるような、周波数的に高い部分を多く含んだシンバル。もう1パターンは音量自体は小さいけど、深みのあるシンバル。それを使い分けた。タム系も胴のあるふつうのものと、ロート・タムを使い分けたり。バス・ドラムも今回は3種類を使い分けたんですよね。20、24、26インチを。日本のポピュラー・ミュージックに多く使われる22インチをあえて使わなかった」と述べており、本作の収録曲及び同時期に制作した「Brilliant Years」の計11曲のレコーディングでは、全部で9つのドラムセットを楽曲毎に使い分けている。バス・ドラムを使い分けた理由について、sakuraは「ベーシックを24インチに考えて、ベース・ラインの流れにアクセントとなるような音が欲しいときに20インチを、ベースと絡むようなバスドラにしたいときに24や26インチだったりした。24インチはベースと周波数が合ってきれいだけど、26インチになるとベースよりも下の音が出るんです。叩き方によってバス・ドラムの音程がハッキリ出てきて、ベースとおもしろい絡み方ができる。曲によって使う機材は考えましたね」と語っている。
本作の出来栄えについて、kenは本作発売時に受けたインタビューで「『Tierra』は家で静かに、ステレオでキッチリ聴く感じのアルバム。目を閉じて聴くというかね。で、『heavenly』は外に連れ出してあげたいアルバムかな。車にCDをポンと入れて、（中略）動く絵を見ながら聴くとか、ラジカセやウォークマンで、海とか公園で聴くとかしたら、よりよく聞こえるかな、と。"自然"にマッチするアルバムなんじゃないかな」と述べている。また、sakuraは1996年に受けたインタビューで、本作の制作を振り返り「このアルバムを録る時に、コンプリートされるのがすごくイヤだったっていうのはあるな。そうなる前になるたけ早く録りたかった。バンドで合わせた時の新鮮さを失いたくなかった。そう取り組んだアルバム」と述懐している。なお、上記の制作背景を踏まえると、本作はバンドメンバーのルーツとなった音楽ジャンルを志向した前作『Tierra』までのアルバムと、kenが自身にとって新たな楽曲制作の方法論を確立した次作『True』との狭間にある、いわば過渡期の作品と位置付けることもできる。2005年に受けた音楽雑誌『ROCKIN'ON JAPAN』のインタビューにおいて、インタビュアーの古河晋から前述のような作品の位置付けを示された際に、kenは「そうかな。まさしくそうかな。『heavenly』の立ち位置は何なんでしょうね」と答えている。また、同インタビューにて、本作の印象を問われ、kenは「確実にどうしたいっていうのはなかったかもしんないですね」と述懐している。

### アルバムタイトル
アルバムタイトルは従来通り、収録曲の全作詞を手掛けたhydeが名付けている。タイトルを『heavenly』にした理由について、hydeは「"heavenly"っていうのは"素敵だ"とか"素晴らしい"ということを表現する時に、外国人が使う言葉なんです。タイトルに選んだことに関しては、あまり意味はないんです。前回の『Tierra』の時は、漠然と映像が見えたんですけどね。今回は、いろいろとトータルで考えて、この言葉が一番アルバムを象徴してるなと思ったんです」と語っている。
また、本作発売当時に受けた音楽雑誌の取材において、タイトルに込めた想いを聞かれた際、hydeは「種明かしをしちゃうと面白くないから、ここでは言わないでおきますけどね。"アルバムを聴いてのお楽しみ"ということで」とコメントしている。ちなみに本作のキャッチコピーは、＜素敵を召しませ。＞と付けられている。

### アートワークなど
ジャケットのアートワークは、広井清（Maverick Design）が手掛けている。また、ジャケットの表面に写っている女性は、ビアンカというモデルである。彼女は本作のジャケットの他に、後述のオルゴールCD付属する写真集や、シングル「Vivid Colors」「夏の憂鬱 [time to say good-bye]」のジャケットにも起用されており、ミュージック・ビデオにも出演している。また、2000年に発表した楽曲「NEO UNIVERSE」のミュージック・ビデオにも出演していることから、彼女は何かとL'Arc〜en〜Cielに縁がある人物となっている。
本作のプロモーションとして、1995年8月24日から同年8月31日にかけて、新潟、広島、岡山、札幌、名古屋、熊本、福岡、仙台、東京、大阪の計10都市の会場で全国キャンペーンイベント「Rendez-vous, 1995, Summer」を開催している。このイベントでは、日本全国のCDショップで本作を予約した者から抽選で10,000人が招待されている。また、イベント会場ではフィルム上映、メンバーのトークライヴ、楽曲演奏などが行われた。さらに同年7月30日には、前述のキャンペーンイベント開催に先駆け、この日にシークレットライヴを実施する旨の告知が渋谷ハチ公前広場のスクリーンに映し出された。この告知の通り、同日に渋谷公会堂でシークレットライヴ「Rendez-vous前夜祭」が開催されている。

### ライヴツアー
L'Arc〜en〜Cielは、上記の"背景"の項目で記載したように、1994年の年末に今後のバンド活動に関する打ち合わせを行い、1994年にあまりライヴを実施出来なかったことを踏まえ、「1995年はライヴを中心とした活動にシフトする」という活動方針を決めていた。そのため、本作が発売された1995年から1996年上半期までの約1年半の間に開催されたライヴツアーは、過去に実施した年間ライヴ数と比べ、非常に公演数の多いものとなった。
まず、L'Arc〜en〜Cielは1995年1月24日から同年2月4日にかけて、ライヴツアー「Ciel/winter '95」を開催している。このツアーは、1995年2月1日に公式ファンクラブ「Ciel」（現：LE-CIEL）を発足するにあたっての記念公演となっている。また、このツアーでは、メンバーの意向を踏まえ、照明に力を入れたライヴ演出が取り入れられている。このツアーに取り入れた演出について、hydeは「ステージに金かけるか、照明に金かけるかっていったら照明の方に金かけたいっていう。それと初めて羽根を降らせたのもこの時」と述懐している。また、sakuraは「音の面でもかなりこだわって。サラウンドにしたり」と振り返っている。さらに、ファンクラブに加入する予定のファンを集めた企画性のあるツアーということもあってか、これまでのL'Arc〜en〜Cielの堅いイメージを覆すような振る舞いが目立つツアーとなった。sakuraはこのツアーについて「今見たら大したことないんだけど、すごい殻を破るっていうか"そこまでやる？"みたいな感じだった」と1996年に受けたインタビューで述べている。また、hydeは同インタビューで、このツアーを「最近のどんちゃん騒ぎの前兆」と表現している。ちなみにこのツアーの一部公演で、「Vivid Colors」の原型と「ガラス玉」の原型が演奏されている。なお、同年1月25日に行った同ツアーの難波ロケッツ公演は、シークレットライヴとして開催されている。この難波ロケッツ公演のセットリストには、元メンバーであるhiroが作曲した「I'm in Pain」と「No Truth」の2曲が久々に組み込まれている。
このツアーの後、L'Arc〜en〜Cielは本作の制作のため、合宿レコーディング期間に入ることとなった。そして録音作業を終えた後、1995年5月21日から同年6月27日にかけてライヴツアー「in CLUB '95」を開催している。このライヴツアーのセットリストには、公演初日にリリースした「and She Said」に加え、1995年7月に発表するシングル「Vivid Colors」の収録曲、本作に収録されることになった「ガラス玉」や「The Rain Leaves a Scar」が組み込まれた。ただ、セットリストの大半は、メンバーの意向により、前作『Tierra』の収録曲が占めている。このツアーを開始した時点で本作のレコーディングは終わっていたにもかかわらず、『Tierra』の収録曲を多くセットリストに入れた背景について、kenは1995年に受けた音楽雑誌のインタビューで「今回は『Tierra』の曲をもっとライヴでやりたかったというのがあって。『Tierra』のツアーっていうのは一回しかやってなかったから。ツアーで曲が成長するっていうのがあるじゃないですか。ライヴでやるときの曲としてね。だから、もう一回ツアーすることで『Tierra』の曲をもっと成長させたかった。で、『Tierra』の曲は出来る限りやって、プラスαということで次のアルバム『heavenly』から新曲を少し（入れた）」と述べている。ちなみにこのツアーでは、tetsuyaとラジオ番組を通じて親交があった城島茂が在籍する、TOKIOのデビューソング「LOVE YOU ONLY」をカバーするコーナーが設けられている。このコーナーでは、L'Arc〜en〜Cielのメンバーがパートチェンジし、カバー企画バンド、KIOTO（読み：キオト）として登場している。なお、KIOTOでは、tetsuya（当時のアーティスト名義は"tetsu"）がボーカル、hydeがギター、sakuraがベース、kenがドラムを担当している。また、L'Arc〜en〜Cielはこのツアーを終えた後、1995年7月22日に渋谷公会堂で行われたライヴイベント「SHOCK AGE SPECIAL '95」、同年8月20日に秩父ミューズパークで行われたライヴイベント「彩の国秩父ミューズコンサート'95 NACK5 GO-ROCK」へ出演している。
そして、L'Arc〜en〜Cielは本作発売の後、アルバムを引っ提げ、1995年9月8日から同年12月27日にかけて「TOUR heavenly '95」を開催している。また、1995年10月21日には名古屋ダイヤモンドホールで開催された、中京テレビ公開録音ライヴイベント「Kiss Miss Live」に出演している。
上記ツアーを終えた後も、L'Arc〜en〜Cielは連続的にライヴツアーを敢行している。1995年12月12日から同年12月25日にかけて、再びアルバムタイトルを冠したライヴツアー「The other side of heavenly '95」を東名阪で開催。このツアーの大阪公演・愛知公演では、L'Arc〜en〜Cielのメンバーがリスペクトしているロックバンド、DEAD ENDのカバーが披露されている。そして最終日の東京公演では、「KIOTO復活」と題し、再び「LOVE YOU ONLY」のカバーが披露されている。なお、このツアーで「LOVE YOU ONLY」をカバーしている模様は、1996年3月に発表されたライヴビデオ『heavenly 〜films〜』に収録されている。そして1995年12月27日には、「TOUR heavenly '95」の最終公演として、日本武道館で「TOUR heavenly '95 final」を開催している。このライヴは、L'Arc〜en〜Cielとして初の日本武道館公演となっており、チケットが僅か28分でソールドアウトしている。ちなみにこの公演の模様の一部は、1996年にWOWOWで『L'Arc〜en〜Ciel SPECIAL LIVE & DOCUMENT』という番組名で放映されている。
翌1996年4月3日からは、みたびアルバムタイトルを冠し、ライヴツアー「Kiss me deadly heavenly '96」を同年5月29日まで開催している。なお、このツアーでは、本作収録曲の他、1996年7月に発表するシングル「風にきえないで」に収められた楽曲が先行披露されている。また、このツアーの終盤に開催した公演では、L'Arc〜en〜Cielのメンバーがパートチェンジし、D'ARK〜EN〜CIEL（読み：ダーク アン シエル）として演奏するコーナーが設けられている。このパートチェンジバンドでは、tetsuya（当時のアーティスト名義は"tetsu"）がボーカル、hydeがギター（当初はドラム）、sakuraがベース（当初はギター）、kenがドラム（当初はベース）を担当しており、「ぶっ殺す」や「デストロイ」といったヘヴィ・メタル/デスメタルを意識したオリジナル楽曲を披露している。ちなみにD'ARK〜EN〜CIELでは、メンバーそれぞれがアーティスト名義を変更しており、tetsuyaはDARK TETSU、hydeはHYDE DARK、sakuraはSuck・D'ark・la、kenはKën D'Arkを名乗り演奏している。余談だが、D'ARK〜EN〜CIELとして制作したいくつかの楽曲は、2006年8月に発表されたシングル「the Fourth Avenue Café」のカップリングとして音源化されている（このシングルの当初の発売予定日は1997年3月26日だったが、1997年2月のsakuraの逮捕などの影響により発売中止となっていた）。
なお、上記の1996年4月から行ったツアーに組み込まれた、同年5月26日の東京ベイNKホール公演に限り、「Kiss me deadly heavenly '96 REVENGE」というライヴタイトルで開催されている。これは、1994年8月27日に同所で行ったライヴで、チケットが売れ残ったことを踏まえたうえでのリベンジ公演となっている（1994年の当該公演の解説は『Tierra#ライヴツアー』を参照）。そしてこの公演で、約1年9ヶ月越しにチケット即完を達成し、無事リベンジを果たすこととなった。ちなみにこの公演の模様の一部は、1996年にSPACE SHOWER TVで『L'Arc〜en〜Ciel LIVE kiss me heavenly '96 FINAL kiss me deadly '96 REVENGE』という番組名で放映されている。
こうして複数回に及ぶアルバムツアーを終えたL'Arc〜en〜Cielは、1996年6月頃から4thアルバム『True』の制作のため、レコーディング期間に入ることになった。

### リリース形態
フィジカルは、現在までにCD、MDの2種類が発表されている。CDは通常盤の1形態で発売されており、初回限定仕様は、スーパーピクチャーレーベルとなっている。また、1995年12月には、音楽専科社より本作に収録された楽曲を収めたオルゴールCDボックス『"heavenly"music box version CD』が事前予約者限定で通信販売されている。このオルゴールCDボックスは、1995年12月24日に申込者へ届くように手配され、先着3,000名に限り、シリアルナンバーが付いた円盤が送付されている。なお、ボックスにはオルゴールCDに加え、超大型サイズの豪華写真集 (オールカラー120ページ)とシリアルナンバーカードなどが同梱されている。
また、2011年6月22日には、スマートフォン向け音楽ダウンロードアプリ、レコチョクにおいてL'Arc〜en〜Cielの楽曲計146曲のダウンロード販売を開始したことに伴い、本作に収録されたシングル表題曲以外の楽曲も配信が開始された。2012年11月7日には、ソニー・ミュージックエンタテインメントがiTunes Storeに参入したことに伴い、日本のiTunesにおいても配信が開始され、これによりほぼ全ての音楽配信サイトにてダウンロード販売が解禁された。
2014年10月22日には、本作を含めたアルバム全12タイトルのハイレゾリューションオーディオ音源が各種音楽サイトで配信が開始された。このハイレゾバージョンでは、内田孝弘（FLAIR）によるリマスタリングが行われている。また、2019年12月11日には、Spotify、Apple Musicをはじめとした各種サブスクリプションサービス（定額制音楽配信）にて、この日までに発表したL'Arc〜en〜Cielの全楽曲のストリーミング配信を全世界で一斉解禁している。
2022年5月18日には、本作を含めた過去に発表したアルバム作品を、メンバー監修の下でオリジナルマスターテープを使いリマスタリングしたボックス・セット『L'Album Complete Box -Remastered Edition-』が発表されている。この作品に収録されたリマスタリングアルバム『heavenly (Remastered 2022)』では、ランディ・メリル（Sterling Sound）によるリマスタリングが行われている。ちなみにこのリマスタリングアルバムは、フィジカル発売と同日にダウンロード配信（ハイレゾリューションオーディオ音源含む）およびストリーミング配信が開始されている。
| リリース       | タイトル                   | 規格                                                                              | マスタリング・エンジニア           | 備考 |
| -------------- | -------------------------- | --------------------------------------------------------------------------------- | ---------------------------------- | --- |
| 1995年9月1日   | heavenly                   | - CD - MD                                                                         | 田中三一（S.M.E）                  | - |
| 2011年6月22日  | heavenly                   | - ダウンロード配信                                                                | 田中三一（S.M.E）                  | シングル表題曲として発表された「Vivid Colors」「夏の憂鬱 [time to say good-bye] 」は過去に配信開始済（いずれもシングルバージョンを配信済） |
| 2014年10月22日 | heavenly                   | - ハイレゾリューションオーディオ配信                                              | 内田孝弘（FLAIR）                  | - |
| 2019年12月11日 | heavenly                   | - ストリーミング配信                                                              | 田中三一（S.M.E）                  | - |
| 2022年5月18日  | heavenly (Remastered 2022) | - CD - ダウンロード配信 - ハイレゾリューションオーディオ配信 - ストリーミング配信 | ランディ・メリル（Sterling Sound） | フィジカルはボックス・セット『L'Album Complete Box -Remastered Edition-』に収録                                                            |

## 評価

### 批評
- 音楽ライターの川口瑞夫は『別冊宝島』にて、本作について「曲調はバラエティに富んでいた。オールディーズ風のシャッフル曲もあれば、大作志向のボーカル曲もあり、堀江淳もどきもあるといったぐあいだ[25]」と批評している。また、川口は「本作の中で驚いた楽曲」として"夏の憂鬱"をあげている[25]。川口は、1995年10月に発表されたこの曲のリアレンジバージョンである"夏の憂鬱 [time to say good-bye]"を初めに聴いていたこともあり[25]、「ビートルズやYMOのような大物アーティストの場合、長い年月を経た後に、完成前のテイクがレアトラックとして公表されることがあるが、アルバム発売後に改作版をシングル化したという話は、聞いたことがない[25]」とコメントしている。さらに川口は「念のために書いておくと、アルバム版"夏の憂鬱"は必ずしも未完成品というわけではない。アルバム版のフォークロック風のアレンジに、シングル版にあった仰々しい大サビは不釣り合いだろう[25]」と批評している。ちなみに川口は、"夏の憂鬱 [time to say good-bye]"を聴いたときに堀江淳の楽曲「メモリーグラス」を連想したという[26]。"夏の憂鬱 [time to say good-bye]"の印象について、川口は「歌謡曲的な湿っぽいメロディラインを持った曲[26]」「この曲のポップ感覚は、J-POPにおける王道のポップ感覚の外側にある。つまり、BOØWY～レベッカ～ビーイング系によって確立されたポップ感覚以前のそれだ。レトロ的と呼んでもニューミュージック的と呼んでも構わないが、ぼくはそこに他のバンドにはないユニークさを感じた[26]」と評価している。 - 宝島社『別冊宝島539 音楽誌が書かないＪポップ批評9』（2000年11月）
- 音楽ライターの今若雄紀は『ROCKIN'ON JAPAN』のレビューにて、本作について「魔性の魅力を放った前2作から、タフで壮大な物語を描く『True』以降の世界へと橋を架けた重要な作品[27]」「この作品で彼らはその音楽性を押し広げ、続く壮大な世界の扉を開く足場を踏み固めた[27]」と表現・分析している。また、今若はこれまでの作品と比較し、「ヴォーカルもギターも伸びやかに流麗なメロディを歌い、それまで放っていた妖艶さは影を潜め、美しく繊細なサウンドを描く[27]」「hydeが時折見せていた暗く歪んで狂気と痛みのある世界観は薄れて優しさに裏打ちされた切なさが増し、kenは"Vivid Colors"の爽快にポップなギターソロを生み、tetsuはポップすぎるほど明るく弾けた変化作"C'est La Vie"を書いた[27]」と評している。 - ロッキング・オン『ROCKIN'ON JAPAN』（2004年7月号）
- CDジャーナルは、本作について「＜死と隣り合せの心地よさ＞を意識してさらに自分たちの音楽世界を拡げようとする、意欲的な作品に仕上がっている[28]」と評している。また、「根本にある唄とメロディに、どこかニューミュージック的なポピュラリティが感じられるのが人気の秘密か[28]」と本作を分析している。収録曲では"ガラス玉"に触れ、「安らかに降り注ぐ光を追い求める、死と隣り合わせの世界観を見事に表現している。荒れ狂う激情を音に昇華させたギター・ソロが聴きどころ[28]」とコメントを寄せている。 - CD Journal『L'Arc〜en〜Ciel / heavenly』

### チャート成績
- 発売初週となる1995年9月11日付のオリコン週間アルバムチャートにおいて週間3位を獲得している。なお、L'Arc〜en〜Cielとしては、これがシングル・アルバムを通じて初のオリコン週間チャートTOP3入りとなった。

## 収録曲
| 全作詞: hyde。 |                            |           |                 |                                  |      |
| #              | タイトル                   | 作詞      | 作曲            | 編曲                             | 時間 |
| 1.             | 「Still I'm With You」     | hyde      | ken             | L'Arc〜en〜Ciel                  | 4:14 |
| 2.             | 「Vivid Colors」           | hyde      | ken             | L'Arc〜en〜Ciel, Akira Nishihira | 4:46 |
| 3.             | 「and She Said」           | hyde      | hyde            | L'Arc〜en〜Ciel                  | 4:43 |
| 4.             | 「ガラス玉」               | hyde      | ken             | L'Arc〜en〜Ciel                  | 5:06 |
| 5.             | 「Secret Signs」           | hyde      | ken             | L'Arc〜en〜Ciel                  | 3:37 |
| 6.             | 「C'est La Vie」           | hyde      | tetsu           | L'Arc〜en〜Ciel                  | 4:05 |
| 7.             | 「夏の憂鬱」               | hyde      | ken             | L'Arc〜en〜Ciel                  | 4:13 |
| 8.             | 「Cureless」               | hyde      | tetsu           | L'Arc〜en〜Ciel                  | 4:52 |
| 9.             | 「静かの海で」             | hyde      | L'Arc〜en〜Ciel | L'Arc〜en〜Ciel                  | 7:14 |
| 10.            | 「The Rain Leaves a Scar」 | hyde      | ken             | L'Arc〜en〜Ciel                  | 3:53 |
| 合計時間:      | 合計時間:                  | 合計時間: | 合計時間:       | 46:43                            |      |

| 全作詞: hyde。 |                                              |           |                 |                                  |      |
| #              | タイトル                                     | 作詞      | 作曲            | 編曲                             | 時間 |
| 1.             | 「Still I'm With You - Remastered 2022」     | hyde      | ken             | L'Arc〜en〜Ciel                  | 4:13 |
| 2.             | 「Vivid Colors - Remastered 2022」           | hyde      | ken             | L'Arc〜en〜Ciel, Akira Nishihira | 4:46 |
| 3.             | 「and She Said - Remastered 2022」           | hyde      | hyde            | L'Arc〜en〜Ciel                  | 4:43 |
| 4.             | 「ガラス玉 - Remastered 2022」               | hyde      | ken             | L'Arc〜en〜Ciel                  | 5:06 |
| 5.             | 「Secret Signs - Remastered 2022」           | hyde      | ken             | L'Arc〜en〜Ciel                  | 3:37 |
| 6.             | 「C'est La Vie - Remastered 2022」           | hyde      | tetsuya         | L'Arc〜en〜Ciel                  | 4:05 |
| 7.             | 「夏の憂鬱 - Remastered 2022」               | hyde      | ken             | L'Arc〜en〜Ciel                  | 4:13 |
| 8.             | 「Cureless - Remastered 2022」               | hyde      | tetsuya         | L'Arc〜en〜Ciel                  | 4:53 |
| 9.             | 「静かの海で - Remastered 2022」             | hyde      | L'Arc〜en〜Ciel | L'Arc〜en〜Ciel                  | 7:13 |
| 10.            | 「The Rain Leaves a Scar - Remastered 2022」 | hyde      | ken             | L'Arc〜en〜Ciel                  | 3:52 |
| 合計時間:      | 合計時間:                                    | 合計時間: | 合計時間:       | 46:41                            |      |

## 楽曲解説
1. 「Still I'm With You」
間奏のバグパイプ風の音色が印象的な[29]、突き抜けたメロディアスなロック・ナンバー。この曲は、hyde曰く「この曲は"アルバムの一曲目になるような、いい曲ないかな？"って言ってた時に、kenのポケットから出てきて、そこに僕が味付けをしたような曲[30]」だという。
制作当初のこの曲のイメージについて、作曲者のkenは「"広いところを一定のスピードで、誰にもジャマされずにクルマか列車で走っている"というものでした[31]」と述べている。また、この曲の断片は、アルバム制作に取り掛かる前から存在していたといい、断片を組み立て、4人で音を合わせる作業を重ねることで楽曲が完成に至ったという[31]。さらにこの曲は、これまでのL'Arc〜en〜Cielの楽曲が持っていた雰囲気を踏襲し制作が行われている[32]。こういった制作背景もあってか、sakuraは本作発売当時のインタビューで、この曲を「今まで発表した2枚のアルバムと共通項がけっこう見い出せる曲[31]」と表現している。
この曲のギターアプローチについて、kenは「曲を作ってる時点で、ディレイ奏法にこだわろうと思って作っていましたね。後半は、いきなりディストーション・オンっていう感じで、そこからはマーシャルを使っています[31]」と語っている。また、sakuraはこの曲のドラム録りで、アルミ製シェルのキャノン・タムを叩いている他[32]、スポークスと呼ばれる金属音のような響きを持つパーカッションをアクセントとして使用している[32]。なお、sakuraは、この曲と「Vivid Colors」「and She Said」「Cureless」「The Rain Leaves a Scar」の5曲で24インチのバスドラムを使用している[12][32]。
ちなみにtetsuyaは、本作のレコーディングで「ZON LEGACY ELITE Ⅱ」をメインベースとして使用しているが[33]、この曲では5弦フレットレスベース「ESP BB-5 CUSTOM」も弾いている[33]。この曲のベース録りについて、tetsuyaは「イントロとか部分部分でフレットレス・ベースをかぶせていて、hydeのヴォーカルとデュエットするような気持ちで歌っています[31]」「（フレットレス・ベースは）フレッテッドで弾いたフレーズの上に部分的にかぶせているんですよ[34]」と語っている。
歌詞はhydeが手掛けており、明るい曲調に反し、皮肉めいたリリックがのせられている[30]。この曲の歌詞について、hydeは「これは（アルバムで）唯一メッセージ性のある詞[31]」「ふだん、メッセージなんて気にせずに書いてるんですけど、今回は意識して、人間の愚かさについてのメッセージを込めました[31]」と語っている。また、hyde曰く、この曲の歌詞はリスナーに真意がわからないように書いたという[30]。hydeは作詞作業を振り返り「これは"聴く人に気付かれないようにしながら僕のダークな部分を出す"ということに、命をかけた曲です（笑）。その真意は、想像してもらえればいい[30]」と本作発売当時のインタビューで語っている。ただ、一方でhydeは「ただ、もうちょっと気付くように書けばよかったなとも思ったんですけど…それだけ、ちょっと心残りなんです[30]」とも述べている。
2. 「Vivid Colors」　 (※)シングル発売時に制作されたMV映像
  - 作詞: hyde / 作曲: ken / 編曲: L'Arc〜en〜Ciel & Akira Nishihira

1995年7月に2ndシングルの表題曲として発表された楽曲。
イントロのギターのリードフレーズと歌旋律の裏の歌うようなベースが印象的な[35]、メロディアスなロックナンバー。この曲の原型は、1995年1月24日から同年2月4日にかけて開催したファンクラブ発足記念ライヴツアー「Ciel/winter '95」で先行披露されていたが、このときはタイトルが決まっていなかったという[18][13]。なお、作曲を担当したken曰く、この曲のサビ部分は、名古屋工業大学に在学していたころに案としてあったという[36]。この曲の制作を振り返り、kenは「サビのコード進行は以前からあって、それからメロディをつけ始めて形になっていきました。その時点では今よりも曲調が暗かったんですけど、ちょっと明るめにしていきました[31]」と述べている。
この曲では、アコースティック・ギターのカッティングが片側のチャンネルから延々流されている[13]。このアコギのプレイに関し、kenは「あれはレコーディング本番で弾いているうちに何か見えてきちゃったりして…霊的な話になっちゃうな（笑）。でも、そういうのがあって、乗れて弾けた[13]」と述べている。また、この曲のギターソロ録りについて、kenは「ソロはアドリブが多いんですが、この曲に関しては、弾いているうちに出来た"決めソロ"です[31]」と述懐している。
tetsuyaは、この曲のベース録りについて「最初のベース・ラインはもっと複雑だったけど、その半分ぐらいになっている。それですごく洗練されたし、疾走感とかスウィングする感じが出せて、すごくよくなった[31]」と語っている。そしてsakuraは、この曲のドラムプレイに関し「アルバムの中でいちばんラフなプレイかもしれない。上もの楽器のアレンジはレコーディングしながらの作業だったんで、ドラムは適当に叩きつつも、何が乗るかわからなかったから、シンプルにおさえたつもり。決め部分だけを忠実に守って、あとはラフな考えで叩いている[31][37]」と述べている。
なお、この曲のアレンジ作業には西平彰が参加しており、L'Arc〜en〜Cielが編曲作業に外部のミュージシャンを招いたのは、この曲のレコーディングが初めてのこととなった[13]。kenは、西平との作業を振り返り「アレンジャーとして西平彰さんに入ってもらって。初の試みというか、いつもは俺らが演奏した上にキーボードをかぶせてもらうという作業だったのを、あらかじめ、ある程度のアイディアを出してもらってかぶせていくというやり方をしたんですよ[13]」と述懐している。また、この曲のキーボードの音色について、kenは「キーボードでやってるんだけど、もっと違うものが想像できる音で。今までは、それがないぶん、自分のギターで広がりを出そうとしていたようなところもあって、それはそれで味になってたかもしれないんだけど、今回はキーボードにある程度、任せる部分もあって。デモ・テープを録ったとき、ほとんど決めソロで弾いてたギター・ソロに合わせて西平さんがバッキングのキーボードを弾いてくれて。オレのギターを引っぱったり押したりしてくれた[13]」と述べている。
歌詞は、作詞を手掛けたhyde曰く「電車に乗ってる風景を思い浮かべながら書いた[30]」という。また、hydeは、作詞作業を振り返り「（作詞した時期は）まだ寒い季節だったんですけど、僕が電車に乗る時はいつも暖かだったんですよね。それで初夏のイメージになったんです[30]」と述べている。さらに、hydeは本作発売時に受けたインタビューで、この曲の歌詞について「この詞は、今回のアルバムのお手本みたいな感じ。詞的にそんなにパーフェクトだとは思ってないんですけど、この詞が持つイメージとか、センスとか…色彩や情景がお手本になってるかな[31]」「今回のアルバムのテーマでもある"わかりやすくて、どこまで人の内側に届くか？"っていう部分が、いちばん強調されてる詞かもしれない[31]」と語っている。
ちなみにこの曲のタイトルにつけられた「Vivid」は、hydeがファンからもらったコップに印字されていたワードから取られている[38]。このエピソードについて、hydeはアルバム発売当時のインタビューで「詞がだいたい出来たとき、仕上げに何か欲しかった。で、色彩の名前にしたかったんだけど、何色にしようかな、と。青でもないし緑でもないし…っていう小さい範囲でしか考えてなくて、で、どうすればいいんだろうって考えてたとき、家で、ファンの方がくれたコップをふと見たら"Vivid"って書いてあったんで、これだ！と（笑）。で、詞が完成して、タイトルがついた[38]」と明かしている。
ちなみに、タイトルにシングル版とのバージョン違いを示す表記はされていないが、アルバムミックスで収録されている。本作に収録されたバージョンとの違いについて、kenは「シングルのほうがキーボードの割合が大きいのと、歌もデカい。ミックスが違うんです[13]」と語っている。また、tetsuyaも「シングルのヴァージョンとはミックスが違ってるぐらい[31]」と述べている。ちなみにブックレットや公式サイトにバージョン違いを示す表記はないが、Sony Music Shopのアルバムの収録曲を記載したページには「アルバムヴァージョン」の表記がある。
3. 「and She Said」　
1995年5月に2ndビデオシングルの表題曲として発表された楽曲。
気怠さとサイケデリックな雰囲気を内包した楽曲。作詞・作曲を担当したhyde曰く、この曲のイメージはビートルズだったという[30]。この印象を踏まえてか、この曲の仮タイトルは「ずうとるび」と名付けられていた。楽曲制作では、sakuraがhydeの望むサウンドを推察し[37]、ティンパニなどのパーカッションを曲に入れていったという[37]。この曲のリズムアプローチについて、sakuraは「"こうネラって曲を作ったに違いない"と、ティンパニとかを使ってみたら当たったり。それを聴いて、作曲したhydeが"この音だったのか"と納得したりとか。ようはフラワー・ムーヴメント系のイメージをオレの中でくみ取って叩いてみた[37]」と語っている。また、sakura曰く、この曲のドラム録りではミッチ・ミッチェル（ジミ・ヘンドリックス・エクスペリエンス）を意識して演奏したという[32]。さらに、tetsuyaはベース録りについて、「遊び感覚をふんだんに取り入れていて、ベースは豪快にスライドしてみたり、思わず"マジ？ふざけてんじゃないの？"って言ってしまうようなプレイをしている。いい意味で、ラフでオープンな気持ちで弾いた[37]」と語っている。ちなみにtetsuya曰く、この曲のベース録りではラフな質感を意識し、踏ん反り返ったような体勢でソファに座りプレイしてみたという[34]。
この曲の印象について、kenは「コード感というか、スケール感がとらえどころがない曲なんですが、メロディを追っていくと自然と流れていく[37]」と述べている。また、この曲の出来栄えについて、hydeは「（この曲は）ややこしいじゃないですか、展開が。だから、ライヴに向いてないだろうなって思っていたんですけど、みんな楽しんでくれて、すごくウレシイです[37]」と本作発売当時のインタビューで語っている。
歌詞は、曲のイメージと同様に、サイケ期の頃のビートルズを意識したリリックがのせられている。ちなみにhydeは、歌詞を書くにあたり、ビートルズの詩の全集を読んだという[30]。この曲の歌詞について、hydeは「根本にはビートルズのイメージがあったので、ビートルズの詩の全集を読んでみたんです。それで自分なりに多少勉強して、後は忘れて自由に書いたんです。だから"セロファン"という言葉とかは"真似してるんだよ"っていう感じで、敢えて使いました[30]」と述べている。余談だが、ビートルズの楽曲では、1967年に発表された「ルーシー・イン・ザ・スカイ・ウィズ・ダイアモンズ」で"セロファン"というワードが＜Cellophane flowers of yellow and green＞というフレーズで使われている。ちなみにhydeは、2003年にソロ名義でこのビートルズの曲をカバーしており、シングル「HORIZON」のカップリングにその音源が収録されている。
また、hyde曰く、この曲の作詞作業では、兄の影響でビートルズを好んで聴いていたsakura[39]の意見も取り入れたという。作詞作業を振り返り、hydeは「この歌詞のイメージは、曲作りと同時進行だったけど、サビ以外の部分では、sakuraにアドヴァイスをもらったりして、自分なりに新しい試みとかができたと思います[37]」「この曲では作詞の面で、sakuraに具体的なアイディアを出してもらったんです。やっぱり、自分にはない部分っていうのを持っていますから、そういうところにインスパイアされて、自分の中で広がりましたね[30]」と語っている。余談だが、作詞作業を行うにあたり、hydeは「（作詞を）sakuraに頼もうかなとも思ったんです。Aメロの部分とかは、彼の方が合うかな[15]」と述懐している。ただ、レコーディング時間の都合により、sakuraに作詞を依頼するプランはhydeの中で白紙化されたという[15]。
4. 「ガラス玉」
"静"と"動"のコントラストが印象的な、死と隣り合わせの世界観を表現したナンバー[28]。最初の約30秒間は波の音だけが入っており、その余韻のまま静かにAメロへ入るが、サビに入った途端一変し、激しいバンドサウンドが展開する楽曲構成となっている。
この曲の原型は、1995年1月24日から同年2月4日にかけて開催したファンクラブ発足記念ライヴツアー「Ciel/winter '95」の一部公演で先行披露されていたが[18][13]、このときは現在のタイトルではなく[18][13]、「Into the silence」と呼ばれていた。そして本作のレコーディングを終えた後、1995年5月21日から同年6月27日にかけて開催したライヴツアー「in CLUB '95」において、現在のタイトルで披露されている。なお、この曲のサビ部分は、作曲者のkenが以前からあたためていたものだという[37]。ちなみにken曰く、この曲の原型はメタリカの楽曲「ワン」のイントロの雰囲気からインスピレーションを得て作られたという[40]。
hydeは本作発売当時に受けたインタビューの中で、この曲の印象について「この曲はいちばん好きかもしれない。ボクが思うkenの素晴らしい部分がよく出てる曲だと思うな。（中略）もともと曲が良かったからなんだけど、我ながらいいメロディがついたなって…。この静から動への移り変わりは、もうクセですよね、ラルクの[37]」と述べている。なお、hydeはこの曲を「本作の中で一番のお気に入りの曲」としてあげている[37]。
また、kenは本作発売当時のインタビューにおいて、この曲のギター録りを振り返り「今までのすべての曲の中でも、ライヴで弾いている感覚にいちばん近い感じで弾けたと思います[37]」と述懐している。なお、この曲のギターソロ部分は、1994年に発表したイメージビデオ『Siesta 〜Film of Dreams〜』の撮影で訪れたモロッコでイメージが生まれたという[37]。ちなみに、このギターソロパートのレコーディングにおいてkenは、靴の高さが気になるという理由から、靴を脱いでギターを弾いたという[41]。
また、sakuraは「レコーディングだったらテイクごとに違い、ライヴだったらライヴごとに違うという、オレの中では表情豊かな曲。アルバムのテイクは、その日の予定していた曲の録りも終わり、あしたのために音作りして適当に叩いたのがOKテイクだった。だから1テイク。リズムがよれていたりするんだけど、リラックスして臨んでいたレコーディングの時の雰囲気がよく出ている[42]」とこの曲について語っている。さらに、tetsuyaはこの曲のベース録りについて「昨年（1994年）の暮れにデモ・テープを録って、その時は何も考えずに弾いたんだけど、わりとそのままのフレーズを弾いている部分も、けっこうあります。ファースト・インスピレーションを大切にしましたね[37][42]」と述懐している。
歌詞は、作詞者のhydeが曲を聴いたときに感じた「海の中から月を見てる情景[37]」をもとに手掛けられている。このイメージは、hyde曰く、風邪をひいているときに浮かんだ情景がもとになっているという[30]。本作発売当時のインタビューにおいて、hydeは「風邪が続いている時に思いついたんです。僕は、熱にうなされてる時って、なんか水の中にいるような感覚がするんです。平衡感覚もないし、距離感も掴めないっていう感じで。それで、海の中にいるみたいな感覚だなってボンヤリと思っていたんです。それで、風邪が治った時にこの曲を聴いて"なんか、水の中にいるような曲だなァ"と思って[30]」とこの曲を聴いたときの印象を語っている。また、作詞作業を振り返り、hydeは「kenの曲を聴いてスケッチしたような詞[37]」と語っている。
なお、タイトルとして付けられた「ガラス玉」は、水中での吐息を比喩したものになっている。余談だが、tetsuyaはこの曲について「タイトルも好き[42]」と本作発売当時に述べている。
ちなみにこの曲は、2011年に開催した結成20周年記念ライヴ「20th L'Anniversary LIVE」において、コンサートツアー「CONCERT TOUR '96〜'97 Carnival of True」以来約15年ぶりに演奏されている。
5. 「Secret Signs」
ハード・ロックとジャズの融合を目指した楽曲。作曲者のkenは、この曲の制作を振り返り「自分の中では、ハード・ロックっぽいジャズみたいな曲を作りたかった[42]」と語っている。また、この曲のギター録りでkenは、ピックで出ないニュアンスを出すため、ギターソロ以外は指弾きで演奏している[41]。
この曲では、ジャズらしい音使いやリズム感を意識した制作が行われている。この曲のドラムアプローチについて、sakuraは「ジャズ・クラブで叩いているようなイメージの曲にしたかった[32]」「リズム・パターンは作曲者の意向もあって考えたけど、それ以外の…、たとえばフィルのカラませ方とかは適当。けっこうジャジーな曲でしょ。オレの中ではジャズの一種として叩いた。ジャズを決め込んで叩くなんて聞いたことないからね。使ったセットもこじんまりしたジャズ・セット。オレにとっては斬新なセッティングで、楽しみながらレコーディングしていた[42]」と語っており、随所に4ビートのテクニックが見られる即興的なドラミングとなっている[32]。ちなみに、この曲の録音作業で組んだドラムセットは、アコースティックな雰囲気を保ちつつ、スピード感のあるサウンドにマッチするように、アタック重視の小さい口径のバスドラム（20インチ）、そしてドライであたたかみのあるメイプルのスネア、シンバルはセイビアンHHシリーズのものをチョイスしている[32]。さらに、タム類のチューニングもジャズを意識し、甲高く短いサステインにこだわったという[32]。
また、tetsuyaはこの曲でジャジーなランニング・ベースを弾いている[42]。自身のベースプレイについて、tetsuyaは「曲が求めていたという感じで、自然とジャジーなアレンジになっていった[42]」「ジャジーなランニング・ベースは、ライヴでは「Entichers」や「Be destined」の曲中とかで、ちょこちょことアドリブ的にやっていて、音源ではやってなかったけど、わりと得意なパターン[42]」と述べている。
歌詞は、作詞者のhydeの意向により、当時のL'Arc〜en〜Cielとしては珍しく、"エロティックな物語"が綴られている[42]。エロティックなリリックを書こうと思った理由について、hydeは「前からセクシーでイヤラしい詞を歌いたかったんですよ。だから、曲を聴いた時に"やっと歌える"と。待望の曲ですね。べつに特別な理由はないんですけど、そういう感じの歌を歌いたかった。たとえば役者をやってる人が、いつか悪役をやってみたいっていうのと同じ感覚で、前からセクシーな曲を歌いたかった[42]」と述べている。また、hydeは、歌詞のイメージについて「けっきょくは孤独ってことなんですけどね。だから、孤独っていうのがメインで、表面上はイヤらしいっていう感じになるかな[42]」と語っている。ちなみに、歌詞を書く前の段階で、タイトルがhydeの中で決まっていたという[30]。
6. 「C'est La Vie」
ブルー・アイド・ソウルの雰囲気を意識し制作されたポップ・ナンバー。作曲者のtetsuyaは本作発売当時のインタビューで、この曲について「ダリル・ホール&ジョン・オーツの「マンイーター」のようなモータウン系のリズムで、哀愁ある曲のつもりで作った。それからアレンジをして、跳ねた感じのリズムになったんです[43]」と語っている。
kenは、この曲の制作を振り返り「tetsuが曲を持ってきた時、いきなりhydeがメロディをつけて歌っていたんで、それに合わせてバックのギターを作っていった。この曲は、もうバッキングに徹していますね[42]」と述べている。また、この曲のドラム録りについて、sakuraは「フレーズを入れてどうのこうのって曲じゃないんで、曲の表情を忠実に守って演奏しただけ。結果的にすごくシンプルになった[43]」「同じ音程感を出すのでも「Brilliant Years」とは違った感じ、つまりロート・タムのカラッとしたパーカッシブなサウンドで、しかも音の伸びを活かすためにヘッドもクリアを使った[12]」と語っている。なお、この曲のレコーディングで使用した20インチのバスドラムを組み込んだドラムセットは、「夏の憂鬱」の録音でも使われている[12]。
歌詞は、作詞者のhydeの意向により、当時のL'Arc〜en〜Cielでは珍しく、"何気ない日常"をテーマに据えて書かれている[42]。作詞作業を振り返り、hydeは「これも「Secret Signs」と同じで、前から書いてみたかったものなんです。こういう"日常でありそうな詞"というか。結構L'Arc〜en〜Cielは、クールな曲が多いと思うんです。だから、こういう詞は中々合わないんですよね。だから、この曲ができた時は嬉しかったし、詞を書くのも楽しみでしたね[30]」と述懐している。
タイトルはフランス語で「人生なんてこんなものさ」という意味で、読み方は「セ ラ ヴィ」となっている。このタイトルはサビ部分の歌詞で何度も登場するが、hydeはこのフレーズについて「＜Oui C'est La Vie＞は"もう、どうなったっていいや"っていう感じの言葉なんだけど、これはできるだけ前向きにしたつもり[42]」と述べている。
ちなみにこの曲は、2012年に開催したライヴツアー「20th L'Anniversary WORLD TOUR 2012 THE FINAL」において、ライヴ「1997 REINCARNATION」以来約15年ぶりに演奏されている。
7. 「夏の憂鬱」　 (※)シングル表題曲バージョンのMV映像
  - 作詞: hyde / 作曲: ken / 編曲: L'Arc〜en〜Ciel

1995年10月に3rdシングルの表題曲として発表された「夏の憂鬱 [time to say good-bye]」の原型となった楽曲。
フォークロックの雰囲気が漂う[25]、哀愁を誘うミディアムナンバー。作曲者のken曰く、何の気なしにアコースティック・ギターを弾いていたときに生まれたイメージを基に制作したという。この曲の制作のイメージについて、kenは「東京ベイNKホール周辺のトロピカルな風景というか、夕焼けや海なんかがアタマのどこかにあったような気がしますね[43]」と語っている。
また、hyde曰く、制作にあたりkenから「これは（谷村新司が作詞・作曲した）山口百恵の「いい日旅立ち」のような雰囲気にしたいんだ[43]」と話があったという。こういったイメージもあってか、1970年代〜1980年代のフォークロックを意識したアレンジ作業が行われている。ちなみに、レコーディング段階で、アコースティック・ギターで弾いた部分をエレクトリック・ギターに差し替える案があったというが、その案は白紙化されている[43]。自身のギタープレイについて、kenは「エレキでも試したんですけど、最終的に生ギターに落ち着いた。そこにいろいろオブリガードを足していったっていう感じの作り方です。この曲では、歌にかぶってくるソロとかが気に入っています[43]」と述べている。
また、hydeは、この曲の制作を振り返り「これはバンドで合わせたのが大分前だったんです。最初は曲構成がバラバラだったのを、上手くまとめたんです。だけど、それから何ヵ月か経って、今回の合宿の時に合わせてみると、みんなすっかり忘れてて（笑）。それで結局、一からまたやり直したんです[30]」と語っている。さらに、sakuraは「ドラム・パターンがリフとして存在している部分がある。ただ、他の楽器が乗ってから曲の印象がオレの中で変わってしまって、そんなことなら、もっとアプローチを変えればよかったと思う。でも、そのギャップがおもしろい。けっこうクールに徹しない曲だと思ったんで、後半まで冷静にいって、後半に突入した頃から盛り返してくる。前半とのギャップも、聴いていて、おもしろいと思う[43]」と自身のドラムプレイについて述べている。
歌詞も、この曲のモチーフとなった山口百恵の楽曲「いい日旅立ち」の雰囲気を意識して書かれている。この曲の歌詞のイメージについて、作詞者のhydeは「この曲で見えているのは、午後3時くらいの風の強い、誰もいない、日本じゃないかもしれない砂浜[43]」と述べている。また、hyde曰く、作詞作業の際にkenから「「いい日旅立ち」みたいに、タイトルが何回も出てくるような感じにしたい[30]」とリクエストがあったという。ちなみにhydeは「本作の中で思い入れの深い歌詞」としてこの曲をあげている。本作発売当時のインタビューで、hydeは「詞に関しては、今回結構思い入れが深いんですよね、全部。でも…「夏の憂鬱」かな。それに「ガラス玉」や「C'est La Vie」は、詞も曲も気に入っています[15]」と述べている。
なお、本作発売から約1ヶ月後にリリースされたシングルの表題曲には、この曲のリアレンジバージョンとなる「夏の憂鬱 [time to say good-bye]」が収録されている。このリアレンジバージョンの制作では、新たに共同プロデューサー兼アレンジャーとして西平彰を迎え、アルバムに収録された原曲から大幅なリアレンジが行われている。そしてリアレンジした結果、煌びやかなニューミュージックテイストの楽曲に変貌している。まず、原曲から楽曲構成が大幅に変更されており、イントロを歌メロから始まるかたちに変えたうえ、Cメロの構成を長尺にしメロディを追加している。また、kenが原曲で弾いたワウを使ったギターのカッティングをカットしている[44]。そして楽曲の構成を変更したことを受け、歌詞のフレーズが追加されている。原曲からリリックを変更・追加した経緯について、hydeは「楽曲をトータルで聴いた時に、自然と出てきたフレーズをそのままのせた。というか、詞はアルバムで出しきったつもりだったから、"これ以上、何を言うのかなぁ？"っていう感じだったんですけど、聴いたら自然と出てきたんですよね[45]」とシングル発売当時のインタビューで語っている。
さらに、2007年にはパートチェンジバンド、P'UNK〜EN〜CIELとして、hydeのディレクションのもとリアレンジしたうえで、この曲をセルフカバーしている。このセルフカバーは、32ndシングル「DAYBREAK'S BELL」に「夏の憂鬱 [SEA IN BLOOD 2007]」として収録されている。セルフカバーのアレンジ作業では、アレンジを担当したhydeの「俺の青春の、80年代スラッシュメタルのオイシイとこをグッと寄せ集めたい[46]」という思いから、パンクというよりはメタルのアレンジが施されている。具体的には、スラッシュメタルバンド、スレイヤーをイメージしたアレンジが施されており[46]、原曲の雰囲気をほとんど留めていないセルフカバーとなっている。
8. 「Cureless」
イントロのクリーンなアルペジオと、退廃的な詞世界が印象的な疾走感のある楽曲。この曲は、前作『Tierra』を制作していた頃に、アルバムに収録する候補曲として存在していたという[43]。作曲者のtetsuyaは、この曲について「曲の原型は『Tierra』の時にすでにあって、ドラムだけは録っていたんですよ。でも、今回またアレンジし直して、歌メロや譜割りも変えたら、その時よりも、ぜんぜんよくなった。今回もレコーディング直前のギリギリまでアレンジしていて、やっと出来たという感じです[47]」と述懐している。
この曲の制作を振り返り、hydeは「今はスムーズ（な転調）になってるけど、以前はわざと分かるように転調していた[30]」「結局メロディーは、かなりギリギリになって、やっとハマった[30]」と述べている。また、kenは、この曲のギターアプローチについて「歌メロがきれいに決まっていたんで、それを際立たせるようなアルペジオをいろいろ考えましたね。これはアルペジオを聴いてほしいです。あと、最後のカッティングも聴きどころかな（笑）[47]」と述べている。余談だが、この曲のギターの一部には、L'Arc〜en〜Cielがインディーズ時代に演奏していた楽曲「記憶の破片」（作詞: hyde / 作曲: hiro）を彷彿とさせるフレーズがある。
この曲の歌詞は、本作に収録された楽曲の中で最後に書かれたものとなっている[43]。hydeは本作発売当時のインタビューで、作詞作業を振り返り「今までも納得した詞を書いてきたつもりなんですけど、今回、詞にはすごいこだわっていて、1行1行に時間がかかって、こだわりの度合いが高くなってる。だから、最後に書いた曲で、すべてを出しつくした詞って思われるのがイヤで、ふつうならこれでいいやって思う部分でも、もう1回煮詰め直したりした[43]」と述べている。
また、hydeはこの曲の歌詞について「この曲は、わかりにくいと思うんですけど、ハッピー・エンドのつもりなんですよ[43]」と述べている。なお、hyde曰く、タイトルの「Cureless」は「"癒せない"という意味で使っている[43]」という。
ちなみにこの曲は、2024年に開催したライヴツアー「ARENA TOUR 2024 UNDERGROUND」において、ライヴツアー「Kiss me deadly heavenly '96」以来約28年ぶりに演奏されている。
9. 「静かの海で」
サンプリングした通信音声や多種多様なパーカッションが導入されている他、サウンドエフェクト的なギターアプローチが展開していく壮大な楽曲。本作に収録された楽曲で唯一、演奏時間が7分を超えており、アルバムの終盤を彩る大作になっている。なお、この曲の作曲クレジットは、L'Arc〜en〜Ciel名義となっている。作曲者がL'Arc〜en〜Ciel名義となっている楽曲は、アルバム『DUNE』に収録された「Shutting from the sky」「追憶の情景」以来3曲目となり、1994年のメジャーデビュー以降、作曲者にこの名義が付いたのはこの曲が最初で最後となる。
この曲の原案はsakuraが制作している[30]。この曲のレコーディングに関し、sakuraは「この曲はオレの意見を優先してもらった。取り組み姿勢はドラマーというよりアレンジャー的。だから、ドラムでどうこうというよりは、曲に参加した形の中のドラムっていうスタンス。曲全体の流れの中に存在する装飾的なドラムっていう感じ。アルバムの中でもいちばんパーカッションを使っている。ドラムもパーカッションのひとつとしてとらえている[47]」と述べている。なお、sakuraはこの曲のドラム録りで、「ガラス玉」のレコーディングと同様に、26インチのバスドラムを踏んでいる他[32]、敢えてミュートを付けずスネアとタムを叩いている[32]。
イントロのギターパートではボトル・ネック奏法にディレイをかけ、サウンドエフェクト的な音色を出している[41]。導入部のギターについて、kenは「大昔にインディーズで出したシングル「夜想花」でやったワザを使ってます[41]」と述べている。また、ken曰く、hydeからの「イルカの鳴き声みたいなものが出せないかな[41]」というリクエストを受け、ギターとは違う楽器をイメージしてギターの音作りを行ったという[41]。kenは本作発売当時のインタビューで、この曲のギターアプローチについて「sakuraが持ってきたアルペジオの曲に、ボクがディレイ奏法を使って弾いていたら、そこにhydeが入ってきて、だんだん広がっていった。生まれてから録ったソロの中で、いちばん長いソロになってしまった。最後、この曲の世界に入って、えんえん終わらない感じのソロを弾いてます[47]」「この曲では、リバース（逆回転）のリバーヴ効果っていうのもやってるんですが、ちょっとサイケな感じになってると思いますよ[41]」と語っている。また、tetsuyaはこの曲の全編で5弦フレットレスベース「ESP BB-5 CUSTOM」を演奏している[33][47]。
歌詞は、1969年にアポロ11号に乗った人類が初めて月面着陸した際に、月に残していった機械の視点で物語が描かれている[30]。なお、この歌詞はhydeが手掛けているが、詞の世界観はsakuraのイメージがもとになっているという[30]。hydeは、作詞作業について「アドリブで歌っている瞬間から宇宙の感覚でしたね。無重力の。その時から、イメージが出来てて、詞を書こうと思ったら、"ボクはこういうつもりだ"って、急にsakuraに言われて。そのイメージをボクなりにつかんで、詞を書くのに時間がかかった。カンタンに言うと、ボクのは現実的で、sakuraのは非現実的だった[47]」「僕が思ってたビジョンとsakuraが持ってたビジョンが、ちょっと違っていたんです。最初に曲を聴いた時に"宇宙"っていうのは浮かんでいたんですね。それで、取り敢えず題材はアポロ11号にしたかったんです。てっきり、それでいいんだと思って、もう僕の中では凄く膨らんでたんです…"ああ、これだこれだ"みたいに（笑）。なのにギリギリになってsakuraが"いやアポロが地球に帰ってから26年経った、今の話なんだ。それで、月に残された機械の気持ちを唄うんだ"って言うんです。展開的には同じ思いなんですけど、僕はサビに行くところで、月に初めて接触した瞬間の感動を描きたかったんです。だけどsakuraは、月から地球が見えた瞬間にしたかったんですね。それで、しばらく話し合いが続いて、結局僕が折れたんです（笑）[30]」と語っている。こういったhydeとsakuraのやり取りもあり、＜青く浮かび上がる君のいる場所 余りにもきれいで言葉にならない＞という、"宇宙飛行士たちが戻っていった地球を月から眺めている瞬間"を描いたフレーズが歌詞に取り入れられることになった[30]。
また、この曲の仮タイトルは、楽曲のイメージを踏まえ「宇宙」と名付けられていたという[47]。そして正式なタイトルには、アポロ11号の月着陸船が着陸した月の海のひとつである「静かの海」という名称が使われることになった。また、歌詞のイメージに沿うように、サウンド面でも宇宙空間をイメージした音が採り入れられており、イントロやアウトロには宇宙飛行士の通信音声が入っている。さらに、曲の最後には赤子の声が挿入されている。赤子の声を入れた理由は、現在に至るまで不明だが、この曲の詞世界の題材となった"アポロ11号による人類史上初の月面着陸"が達成された1969年は、hyde、tetsuya、及びこの曲の原案を作ったsakuraの生まれた年と奇しくも一致している。
さらにこの曲では、歌詞の中に＜feel heavenly＞というコーラスフレーズが登場しており、本作に収録された楽曲の中で唯一、アルバムタイトルが使われている。ちなみにこのコーラスは、hyde、ken、tetsuya、sakuraのメンバー4人による合唱となっている。コーラス録りについて、tetsuyaは「初めてメンバー4人全員でコーラスをやっているんですけど、けっこうキーも高いし、ずっと続くから大変だった[47]」と述懐している。ちなみにこの曲をライヴで演奏する際は、＜feel heavenly＞というコーラスを、観客が合唱することがスタンダードとなっている。
また、この曲は1995年に本作を引っ提げて開催したライヴツアー「TOUR heavenly '95」において、アンコールのラスト曲として披露された。さらにこの曲は、2018年に開催したライヴ「L'Arc〜en〜Ciel LIVE 2018 L'ArChristmas」で、コンサートツアー「CONCERT TOUR '96〜'97 Carnival of True」の日本武道館公演以来約22年ぶりに披露されている。同公演では、歌詞のモチーフとなった宇宙や地球がスクリーンに映し出される演出が盛り込まれている[48]。
10. 「The Rain Leaves a Scar」
アルバムを締め括る疾走感のあるハードなナンバー。この曲は、1995年5月21日から同年6月27日にかけて開催したライヴツアー「in CLUB '95」で先行披露されている。作曲者であるken曰く、この曲のデモ音源は初めてキーボードだけで作ったという[9]。また、kenが抱いていたこの曲の最初のイメージは、ストリングスの入ったバラードソングだったという[49]。ただ、バンドでセッションするにあたり、kenは「もっと勢いがあったほうがいい」と考え、現在のようなバンドサウンド中心のアレンジに変更したという[49]。制作当初の楽曲イメージについて、kenは「最初、バラードを意識していたのに、ハードな曲になっていった。最初にイメージしていたのは、テンポもなくて、ピアノとストリングスの世界だったんですよ[47]」と述懐している。
ちなみに、kenは制作途中に「この曲、もうやめよう[30]」とメンバーに言っていたといい、アルバムの収録曲を決める際もボツにしようとしていたという[30]。ただ、hydeはこの曲を気に入っていたため、kenを説得し本作への収録を促したという[30]。この曲の制作エピソードについて、hydeは「僕はこの曲大好きだったんで、彼を説得したんですけどね。kenが最初にこの曲を作った時はバラードだったんです。凄く綺麗な曲で、ピアノを弾いていて。多分、kenにはその印象が残ってたのかな。でも、こうしたのもkenですから（笑）。とにかく、こういう形で持って来たんですね。それでバンドでやってみたら、凄くかっこよかったんです[30]」と述べている。なお、この曲のサビには、hydeとkenの2人がキャンペーンのため九州に滞在していた頃に、hydeが思いついたメロディが付けられている[30]。
ちなみにkenは、この曲をレコーディングする際に、各メンバーに派手なプレイをリクエストしていたという。この曲のドラム録りについて、sakuraは「最後の打ち上げ花火みたいな感じで、やたらめったらタイコがいっぱい入っている。kenから"ハデにしてくれ"という意見もあって、得意にしているフレーズを中心にハデさを意識して叩いてみた。叩きまくっているけど、バカになってというよりは、けっこう冷静。なにげに雰囲気ある曲なんで、ただのハデなプレイには終わらせなかった[47]」と述べている。また、tetsuyaはこの曲の演奏について「みんなのルーツがすごく出ている[47]」と述べている。
歌詞は、作詞を担当したhyde曰く「孤独の極致」がテーマだという[47]。hydeは、作詞作業を振り返り「それ（孤独の極致）を知ってほしいっていうつもりではないんですけど、もしかしたら潜在意識の中にはあったのかもしれないですね[47]」と本作発売当時のインタビューで述べている。ちなみにタイトルは「雨さえもボクの傷跡を癒せない」という意味を込めて付けたという[47]。

## クレジット
フィジカルアルバムに付属するブックレットより転載。日本語表記が確認出来ない部分に関しては原文ママとする。
- hyde：Vocal
- ken：Guitar
- tetsu：Bass
- sakura：Drums & Percussion

| - [Additional Musicians] - 秦野猛行：Keyboards - 西平彰：Keyboards（#2） - Jonathan E.Miles：Voice of "Shizukano umi de"（#9） - [Produce & Mastering] - L'Arc〜en〜Ciel：Produced & Arranged - 西平彰：Arranged（#2） - 高橋"RANDY"和仁（D.C.I）：Co-produced - 中山千恵子（Ki/oon Sony）：Directed - 中林慶一（Office Intenzio）：Mixed, Recording Engineers - 北岡一郎（Take One）：Recording Engineers - Keiji Kondo（Mixer's Lab）：Assistant Engineers - Kazumi Matsui（Scrum Stuff）：Assistant Engineers - Noritake Kuroi（Sound City）：Assistant Engineers - Kiyotoshi Nakamura（On Air）：Assistant Engineers - Kotaro Fukao（Fun House）：Assistant Engineers - Shigeki Kashii（Fun House）：Assistant Engineers - Satoru Yamaguchi（Baybridge Studio）：Assistant Engineers - Ayato Taniguchi（Wonder Station）：Assistant Engineers - 田中三一（S.M.E）：Mastering Engineer - Shoichi Mogi：Equipment - Kentaro Shigeeda：Equipment - Danger Crue Inc.：Management - Yutaka "Abby" Abe（D.C.I）：Chief Manager - Yasushi Sasaki（D.C.I）：Managers - Makoto Shimomura（D.C.I）：Managers - 吉田"ハリー"晴彦（Ki/oon Sony）：A&R - Haruo Yasuba（Ki/oon Sony）：A&R | - [Artwork etc] - 広井清：Art Direction & Design - Hiroshi Noguchi：Photographer - Midori Nakagawa：Stylist "Model" - Katsuya Kamo：Hair & Make "Model" - Bianca（Team）：Model - Michiko Takano：Hair & Make "L'Arc〜en〜Ciel" - Miyuki Kato：Hair & Make "L'Arc〜en〜Ciel" - Yuka Ushikoshi：Hair & Make "L'Arc〜en〜Ciel" - L'Arc〜en〜Ciel：Stylist - Emi Takahashi（Head Wax）：Stylist - Chihiro Yamashita：Stylist - Yukie Takahashi：Stylist - Toshio Ishii（Ki/oon Sony）：Executive Producer - 大石征裕（D.C.I）：Executive Producer |

## タイアップ
| 年     | 楽曲         | タイアップ                                                     | 出典   |
| ------ | ------------ | -------------------------------------------------------------- | ------ |
| 1995年 | Vivid Colors | 日本テレビ系番組『ぐるぐるナインティナイン』エンディングテーマ | [ 50 ] |

## 収録ベストアルバム
- 『The Best of L'Arc〜en〜Ciel 1994-1998』 (#2、#3、#7,シングルバージョン)
- 『QUADRINITY 〜MEMBER'S BEST SELECTIONS〜』 (#4)
- 『TWENITY 1991-1996』 (#2、#7,シングルバージョン)